# Programa Foc Verd

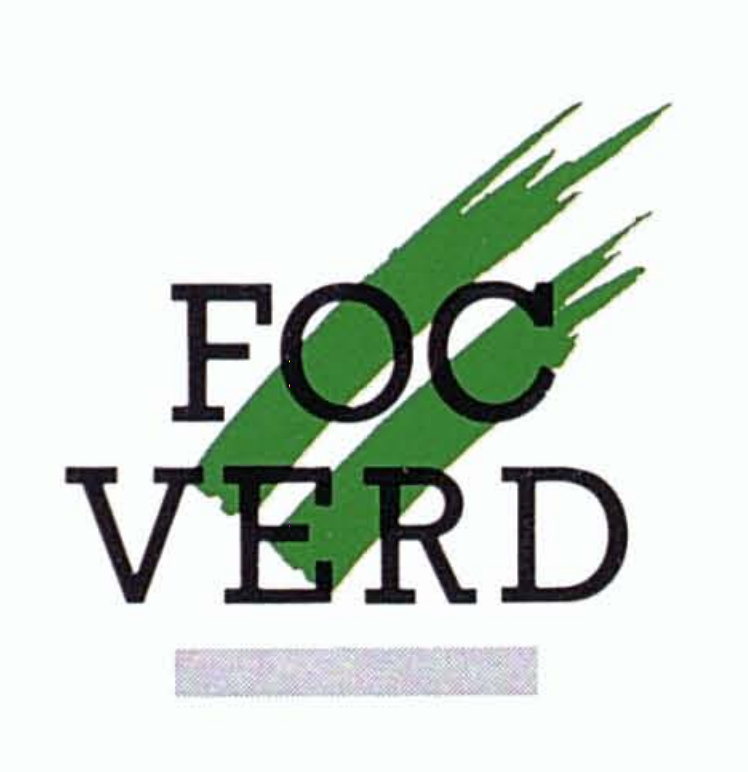
Logotip del Programa Foc Verd

El Programa Foc Verd va ser un programa de prevenció d'incendis forestals i reconstrucció de les forests de Catalunya, implantat per la Generalitat de Catalunya, a Catalunya durant la segona meitat de la dècada dels 80 i segona meitat de la dècada dels 90, del segle xx.
Aquest programa no està basat en la lluita directe sobre el foc, sinó que es fonamentava en la teoria del focus que tenia els seus principis essencials en la lluita contra els incendis forestals en la prevenció, la detecció, i intervenció ràpida. Considerava que l'extinció per si sola no pot garantir el control d'un incendi forestal en condicions adverses abans que causi estralls.
Hi ha hagut dos programes Foc Verd: Foc Verd o Foc Verd I, de l'any 1986; i Programa Foc Verd II, de l'any 1999

## Antecedents al Programa Foc Verd

### Societat civil
Determinats preceptes del Programa Foc com són entitats de la societat civil organitzada i preparada (les actuals Agrupacions de Defensa Forestal), ja existia en diferents llocs puntuals al territori, des d'anys abans. Com seria el cas de l'Agrupació Forestal Natura Viva, constituïda a 3 municipis del Solsonès a l'any 1981. Primera agrupació de propietaris per defensar les seves propietats forestals davant dels incendis forestals

### Administració
Hi ha diverses experiències de treball per combatre l'incendi forestal, com en òrgans gestors d'espais naturals.

### Gestió dels incendis forestals
Fins a la creació del Programa Foc Verd, s'esperava que l'incendi es produeixi per actuar sobre ell. En el Foc Verd es corre abans que passi l'incendi. El principi clau és evitar el focus igni (la prevenció activa i de pressió) o detectar ràpidament i incidir sobre ell abans que es converteixi en front.
El Programa Foc Verd es diferencia dels Plans INFO de l'any 1982 i INFOCA-83 (més tard, als anys 90, l'INFOCAT) perquè el citats plans estan centrats en l'extinció, l'actuació en emergències davant d'incendis forestals a Catalunya. Foc Verd no té una finalitat d'extinció estricta, és preventiva i de restauració.

### Pressupostos de la Generalitat de Catalunya

#### Pressupostos per a l'any 1985
Als pressupostos de la Generalitat de Catalunya per a l'any 1985, aprovats per la Llei 12/1994, de 28 de desembre, de pressupostos de la Generalitat de Catalunya per a 1995, a la disposició addicional 34 s'indicava:
"Trenta-quatrena
Pla forestal i programes per a la preservació i l'increment del bosc
El Govern de la Generalitat ha de destinar l'any 1995, dins les previsions pressupostàries corresponents, els recursos necessaris per a desenvolupar el Pla general de política forestal de Catalunya i per a desenvolupar el programa Foc Verd i el programa de lluita contra l'erosió, que ha de permetre la preservació i l'increment del bosc de Catalunya."
En aquests pressupostos ja es preveia desenvolupar un primer Programa Foc Verd, i dotar-lo pressupostàriament dels recursos necessaris. Fet que no es va complir al llarg de l'any 1985.

#### Pressupostos per a l'any 1986
Als pressupostos de la Generalitat de Catalunya per a l'any 1986 aprovats per la Llei 14/1996, de 29 de juliol, de pressupostos de la Generalitat de Catalunya per al 1996, són els següents pressupostos als de l'any 1985 i ja ni tan sols s'esmenta el programa Foc Verd.
L'estiu de l'any 1986 va ser especialment dur en incendis a Catalunya, del conjunt d'incendis forestals cal tenir en compte els grans incendis forestals d'aquell estiu de l'any 1986:
- 2 Incendis a l'Alt Empordà entre el 19 i el 24 de juliol de 1986.
- 6 incendis van cremar la zona de Montserrat entre el 7 i el 18 d'agost del 1986.[6]

Van forçar un canvi d'actitud i el mateix any 1986 a la tardor, s'aprova i s'executa el Programa Foc Verd.

## Programa Foc Verd I, de l'any 1986
El Programa “Foc Verd” era un Programa d'acció de Govern de la Generalitat de Catalunya nascut com a resposta ràpida, vigorosa i rigorosa a la greu situació forestal de Catalunya després dels incendis de l'estiu de 1986, i amb la finalitat de prevenir-los i de reconstruir les forests. Aquest Programa fou una iniciativa pionera de l'aleshores Conseller d'Agricultura, Ramaderia i Pesca, Josep Miró i Ardèvol.

### Aprovació del Programa Foc Verd I
L'any 1986 hi va haver 563 incendis forestals (bàsicament de l'estiu) que van afectar 65.811 hectàrees (la mitjana de superfície afectada per incendis forestals entre els anys 1980 a 1985 se situa per sota de les 20.000 hectàrees/any).
Una superfície alarmant que va provocar un canvi i l'entrada del Programa Foc Verd. Aquest programa es va debatre al Parlament de Catalunya per obtenir finançament per les accions que es volen dur a terme, un crèdit de 1.518 milions de pessetes.
Tot i l'alarma social per la gran superfície cremada (només en dos incendis es van cremar més del 50% del total, tot i el nombre de focs va ser inferior al de 1985) així com l'afectació dels incendis al Massís de Montserrat; l'aprovació del Programa no va ser per unanimitat, va ser amb el vot favorable de CiU, ERC, AP i del grup mixt (total favorable 88 escons), en contra del PSUC (6 escons) i les abstencions del PSC (41 escons).

### Estructura del Programa Foc Verd I
Es va concedir un crèdit extraordinari, per Llei 10/1986, de 24 de novembre, de concessió d'un crèdit extraordinari per a finançar el programa Foc Verd, per un import de 1.518.000.000 de pessetes (9.123.359.24 €), a la Direcció General del Medi Rural, del Departament d'Agricultura, Ramaderia i Pesca, per atendre les despeses d'aquest programa integral i extraordinari de defensa i foment de les forests a Catalunya, que s'executà entre els anys 1986 i 1988.
Cal tenir en compte que l'import del crèdit concedit era una xifra impressionant dins del pressupost del Departament d'Agricultura, mai vist fins llavors.
Línies d'actuació del Programa Foc Verd basada en tres línies d'actuació: la sensibilització, la vigilància i l'actuació immediata, que suposava:
- Creació d'agrupacions de defensa forestal (ADF). Integrades pels ajuntaments amb la participació dels empresaris forestals. Les agrupacions tindrien caràcter voluntari, i rebrien subvenció a fons perdut per a la maquinària de prevenció, tenint prioritat la repoblació i l'obertura de camins. Cal tenir en compte, que el capítol més important del programa el constitueixen les Agrupacions de Defensa Forestal, que configuren un aspecte essencial del nou model de prevenció, més d'1/3 del pressupost del Programa Foc Verd estava destinat a les ADF, pal de paller del programa.

- Creació d'unitats de voluntaris forestals. Dedicats a la vigilància i prevenció, format per personal voluntari.

- Potenciació del Servei d'Agents Rurals. Administració de la Generalitat de Catalunya, on calia dotar dels recursos humans i mitjans materials necessaris per al compliment del Programa Foc Verd.

- Creació d'Àrees estratègiques de prevenció (inicialment amb el nom d'espais estratègics forestals). Inicialment un nombre no determinat tot i que no es van relacionar, es va preveure que fossin zones boscoses del Montseny, serra de Prades, Garraf i Montserrat, entre d'altres. La declaració d'espais estratègics tindrà en compte la ubicació d'aquestes àrees i la seva proximitat a zones densament poblades, i en elles es reforçaria la vigilància forestal amb els voluntaris forestals.

- Assentaments rurals en zones forestals (experiència-pilot). Amb la funció de vigilar i repoblar i amb una estructura laboral semblant a les cooperatives de treball per a joves.

- Projectes especials de repoblació a determinats indrets:

- - Declaració del “bosc nacional” de Catalunya. Inicialment estava previst que fos el Massís de Montserrat, on es volia efectuar repoblacions amb arbres adults (s'havia cremat a l'estiu de 1986), publicitar l'acció i comptar amb aportacions de voluntaris i d'empreses.

- - Repoblacions forestals en forests públiques i privades gestionades pel DARP, i tractaments silvícoles.

- Línies d'ajut per a millora de boscos. De propietaris públics o privats, per renovar els seus boscos afectats per incendis o per prevenció.

- Creació de Forestal Catalana, SA. Empresa pública de vivers i repoblacions.

- Plans, suport tècnic al Programa extraordinari i campanyes d'informació.

- Investigació forestal. Executat per l'IRTA, dins del Programa d'Investigació Forestal a Catalunya.

- Enduriment de les sancions. El marc legal encara era preconstitucional i desfasat (la Generalitat de Catalunya encara no havia fet ús de la seva capacitat legislativa), al 1988 es va aprovar la Llei 6/1988, de 30 de març, Forestal de Catalunya incorporant aquests aspectes sancionadors.

### Inversió econòmica del programa Foc Verd I[calcitació]
El crèdit extraordinari obtingut es va repartir en:
550 milions per fomentar Agrupacions de Defensa Forestal.
93 milions per sistema de vigilància.
389 milions per tractaments preventius.
53 milions per sistema expert i centre de control.
393 milions per repoblacions.
40 milions per subvencions als afectats pels incendis.

### Resultats de Foc Verd I
Al 1987, un gran esforç, econòmic i humà, que inclou des dels:
- 450 milions invertits en la neteja dels boscos.
- La col·locació de 42.000 cartells amb la prohibició d'encendre foc.

- Incrementar la vigilància, amb:
  - La creació de 125 Patrulles Mòbils formades per:[12]
    - Un total de 35 patrulles forestals amb 105 homes ben equipats, permetran reforçar la vigilància a l'espera d'una segona promoció d'altres 50 agents rurals a l'any 1988.
    - Creació de diversos grups d'acció immediata, amb els quals es persegueix exercir un control més profund sobre les zones que requereixin una prevenció específica mitjançant equips formats per vuit persones que tindran la missió d'efectuar actuacions amb la màxima celeritat. L'èxit d'aquestes missions, per a les que es disposarà de dos helicòpters i vuit vehicles tot terreny.

- - 120 Agrupacions de Defensa Forestal. Que aglutinen 281 municipis.
  - La instal·lació de noves torretes de guaita que s'afegeixen a les ja existents.
  - La utilització de 12 avionetes per a la vigilància aèria. Com a mitjans aeris de vigilància es disposava de dues avionetes de titularitat pròpia, i es va establir convenis amb els aeroclubs de Reus, Lleida i Empuriabrava (que realitzaven 300 hores de vol cada un) perquè prestessin la seva col·laboració reforçant les tasques de prevenció.

- Es dota d'un complet sistema de comunicacions amb centres de transmissions que abastava tota Catalunya, llevat de la Val d'Aran i plenament operatiu a l'estiu de 1987.[13]
- L'elaboració d'un mapa diari de risc d'incendis forestals (fet inèdit), amb difusió a través dels mitjans de comunicació (especialment a través de la televisió catalana).[14]
- A més d'una important campanya de captació de joves per a les Unitats de Voluntaris Forestals.[15]

Al 1990, s'indicava que mitjançant el programa «Foc Verd», s'havia aconseguit:
- Repoblar 32.000 ha.
- i s'havia fet tractaments silvícoles a més de 90.000 ha.

#### Distintius
D'Agents Rurals i del personal en lluita contra incendis forestals (guaites, intervenció, vigilància aèria i de prevenció d'incendis), dins del Programa Foc Verd

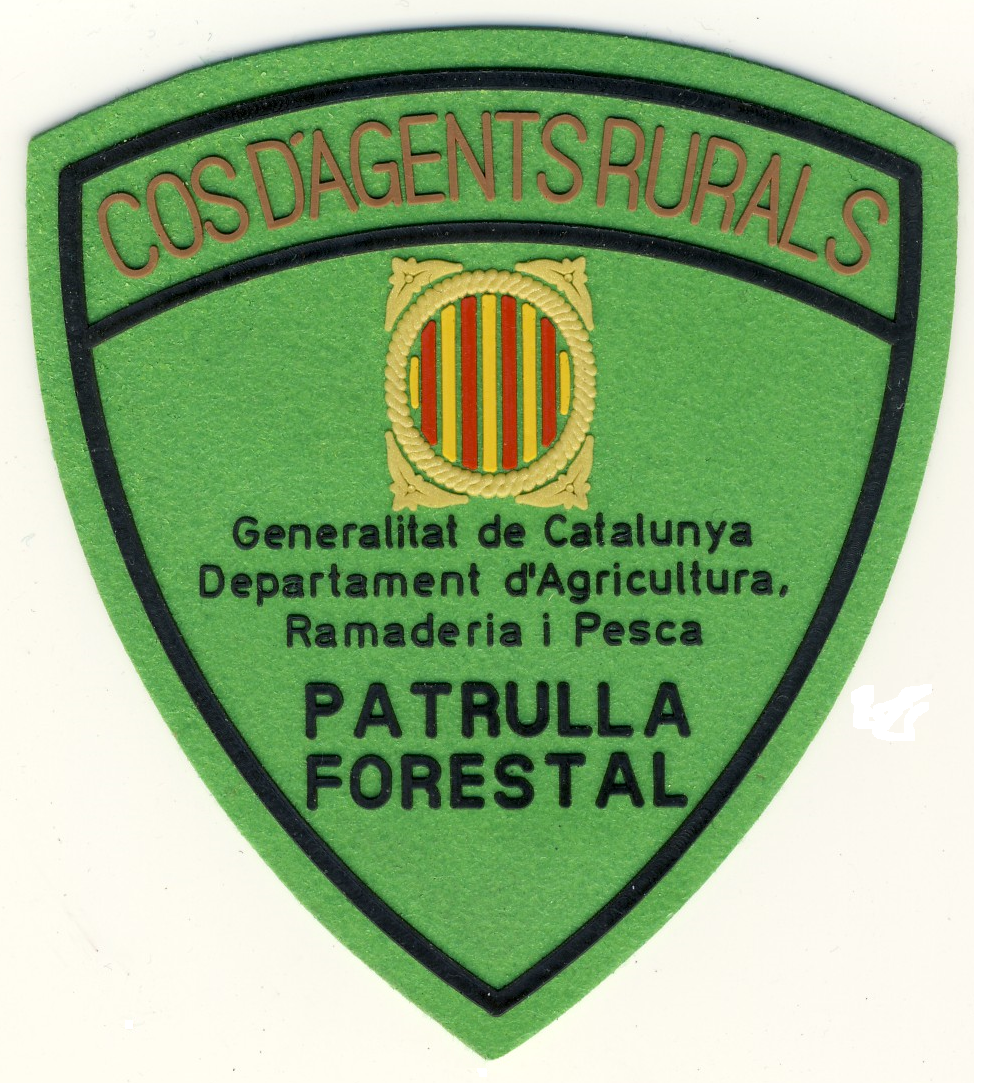
Escut de braç de les patrulles forestals dels Agents Rurals, període 1988-1999
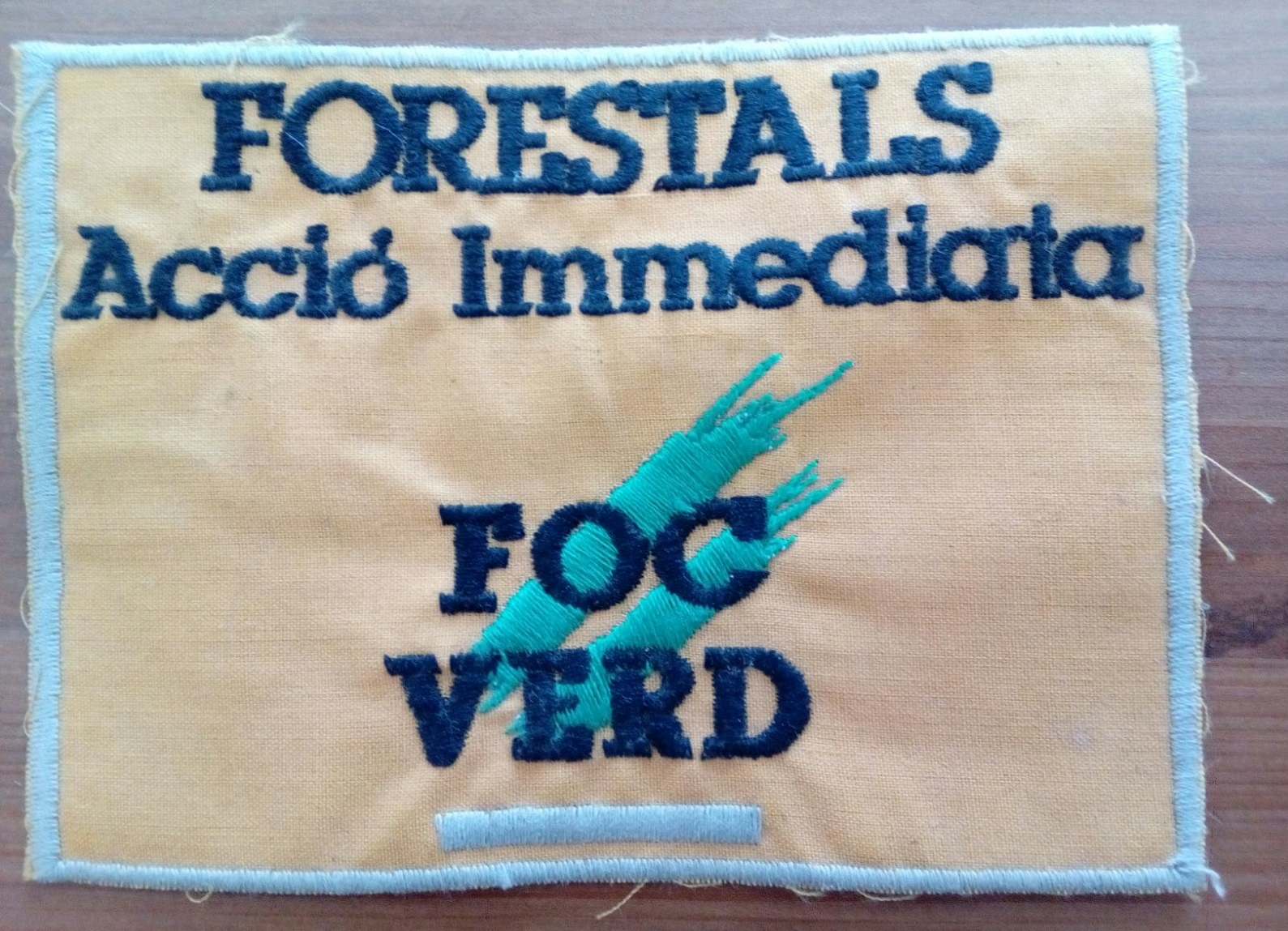
Distintiu de pit del personal contra incendis
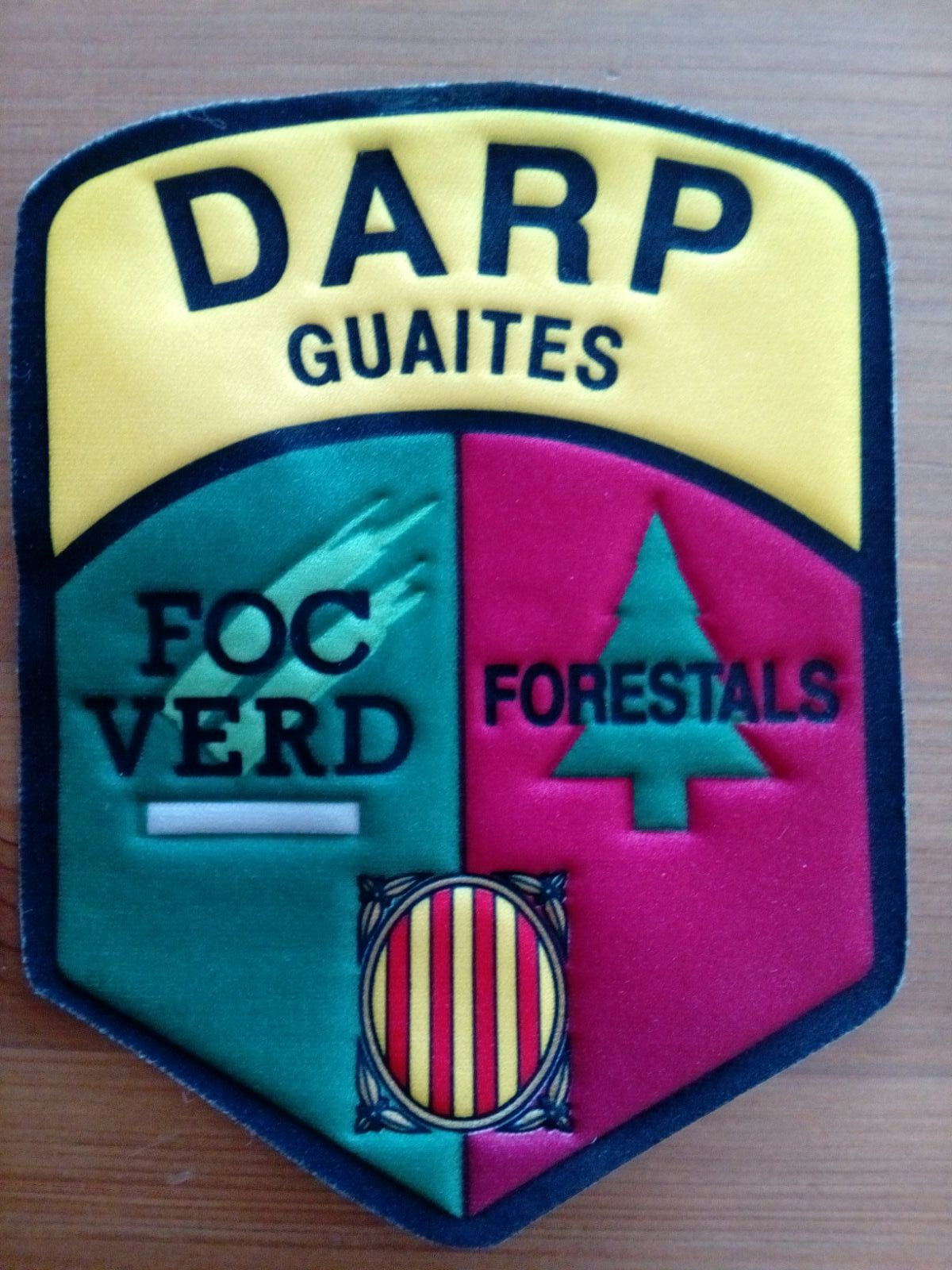
Escut de braç del personal de les torres de guaita
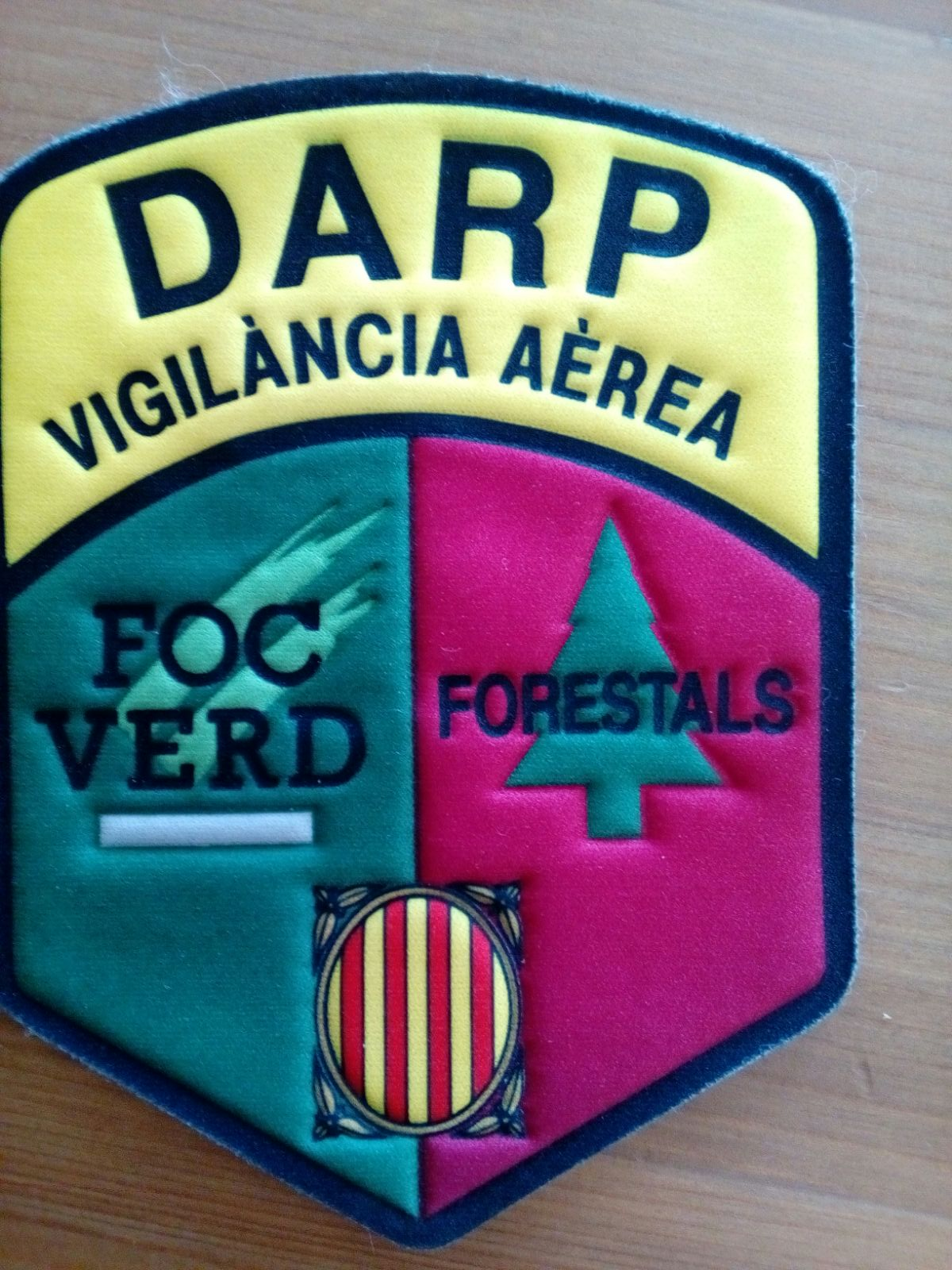
Escut de braç del personal de vigilància aèria
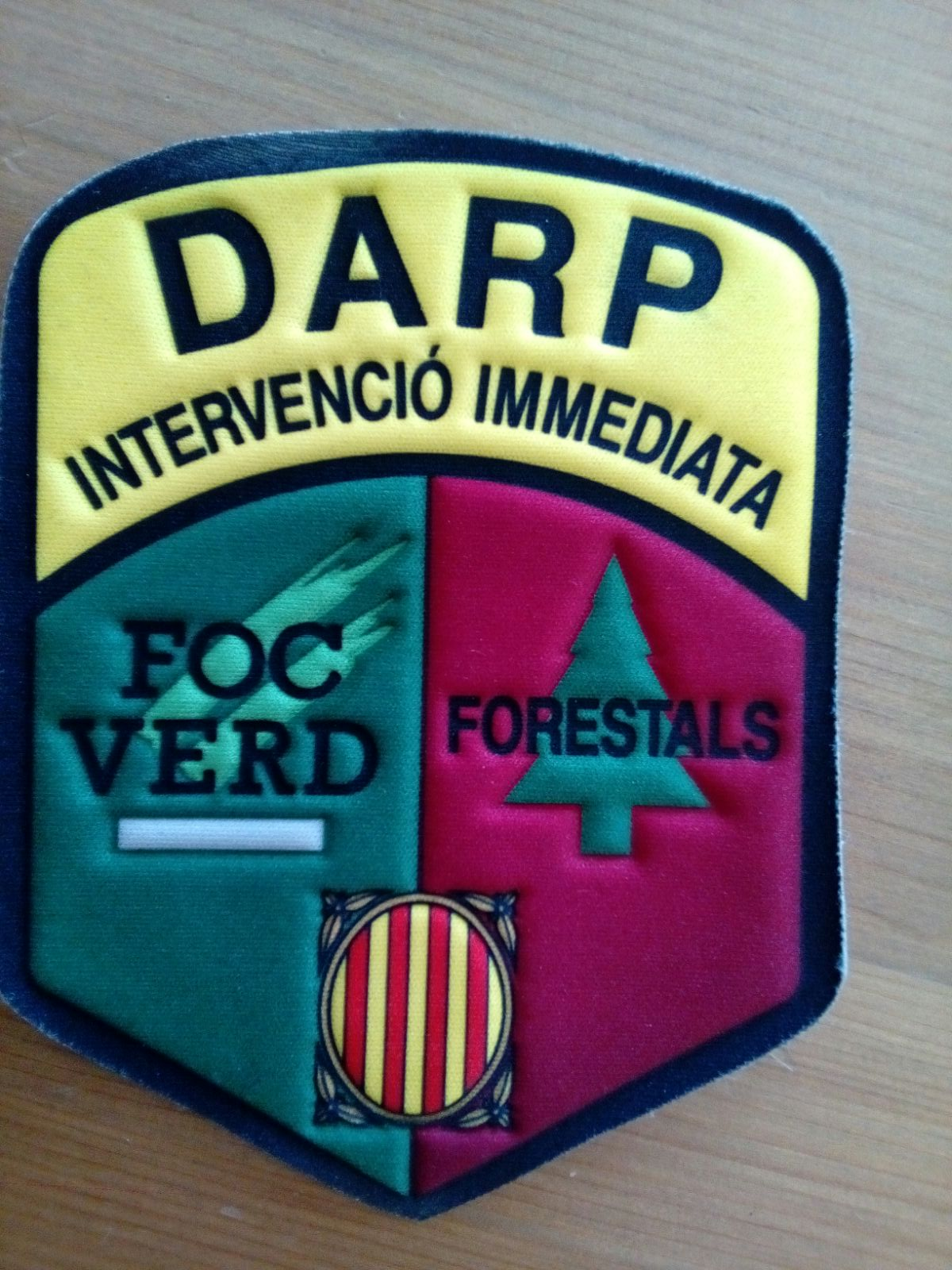
Escut de braç del personal dels Grups d'Intervenció immediata
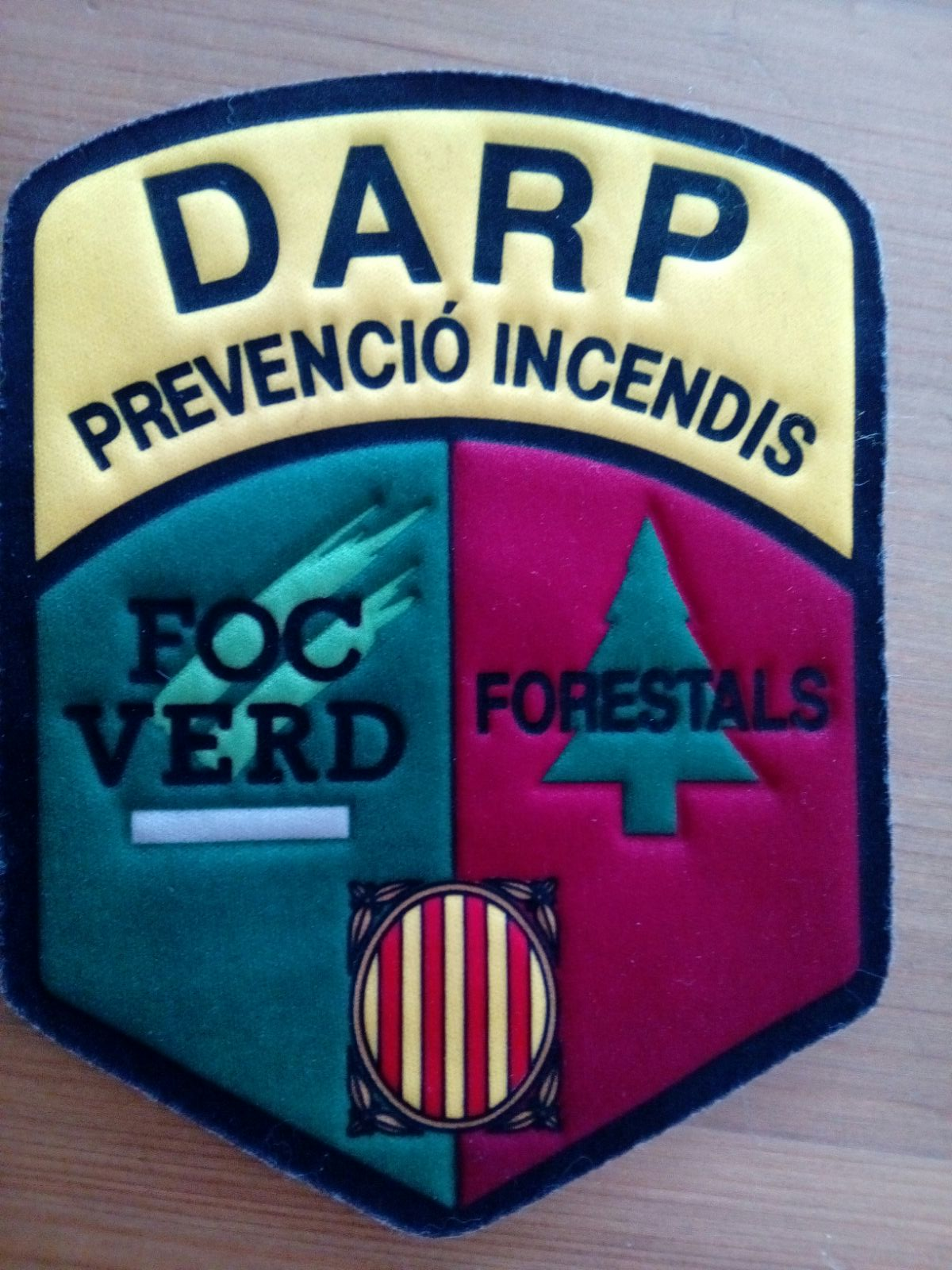
Escut de braç del personal de prevenció d'incendis

## Programa Foc Verd II, de l'any 1999
El Programa “Foc Verd II” era un Programa d'acció de Govern de la Generalitat de Catalunya, és un programa de gestió del risc de l'incendi forestal. Aquest Programa fou una iniciativa de l'aleshores Conseller d'Agricultura, Ramaderia i Pesca, Francesc Xavier Marimon i Sabaté.

### Aprovació del Programa Foc Verd II
El Programa Foc Verd II és un programa que recull la totalitat del Foc Verd I, atès els bons resultats que havia donat, i, a la vegada, incloïa elements que s'han anat introduint al llarg de l'aplicació del Foc Verd I fins a l'any 1998, i alguns elements de caràcter innovador. L'estiu de l'any 1998 hi va haver uns grans incendis forestals especialment a la Catalunya central.
A diferència de l'anterior programa no va disposar d'una línia extraordinària de crèdit, i va ser inclòs al si dels pressupostos de la Generalitat de Catalunya, El pla amb la seva implantació es preveia que la Generalitat destinaria l'any 1999 un total de 19.833.403,98 € (3.300 milions de pessetes). Aquest Programa va ser presentat al Parlament de Catalunya pel Conseller d'Agricultura, Ramaderia i Pesca, Francesc Xavier Marimon i Sabaté el dia 4 de març de 1999 en sessió informativa de la Comissió d'Agricultura, Ramaderia i Pesca, sol·licitada per ell, per informar sobre el programa Foc Verd II.

### Estructura del Programa Foc Verd II
El programa Foc Verd II es basa en sis grans línies:
1. La previsió del risc i divulgació de l'alerta. La determinació dels episodis de màxim risc; la predicció anticipada del risc; la diferenciació de les zones de risc, o sigui, el mapa diari; l'evolució de risc a temps real, i el protocol de comunicació d'alerta. El Pla Alfa.
2. La formació de la població davant el risc d'incendi forestal. Potenciació de les agrupacions de defensa forestal (ADF). L'autoprotecció.
3. La planificació del territori. Eix nou dintre el Foc Verd II. Amb ell es pretenia disminuir el risc i ajudar a planificar la lluita des de diferents àmbits:
  - Foment de la gestió del territori forestal a través dels plans tècnics de gestió i millora forestal.
  - Foment de pastoreig dels remugants.
  - Cremes controlades bàsicament en zones d'alta muntanya.
  - Perímetres de protecció prioritària (PPP).
4. La vigilància i dissuasió. La gestió del risc preveu que caldrà restringir en algunes zones del territori l'accés als ciutadans, per això s'incentiva la creació d'àrees recreatives.
5. Detecció i actuació immediata. La creació dels centres de coordinació comarcal de les agrupacions de defensa forestal (ADF) integrades amb el Cos d'Agents Rurals. Revisisó de material amb inventari de les ADF.
6. Mesures econòmiques de protecció. Restauració de boscos cremats, gestió i comercialització de la fusta cremada. Fiscalitat. Assegurança forestal.